# Roberto Fornaciari
Roberto Fornaciari (* 23. prosince 1963 Reggio Emilia) je italský římskokatolický duchovní, kamaldul a biskup Tempio-Ampurias.

## Život
Narodil se 23. prosince 1963 v Reggio Emilia.
Studoval technickou školu. Poté započal teologické studia v rodném městě. Vstoupil do kongregace Kamaldulů, patřící pod Řád svatého Benedikta. Dne 7. října 1989 složil své časné řeholní sliby. Na Papežské univerzitě Gregoriana v Římě získal roku 1992 licenciát z dogmatické teologie. Dne 4. ledna 2000 byl biskupem Gualtierem Bassetti vysvěcen na jáhna a 25. dubna 2001 kardinálem Achillem Silvestrini na kněze.
Roku 2003 se stal profesorem na Teologickém institutu Claretianum v Římě. O čtyři roky později získal na univerzitě Gregoriana doktorát z církevní historie. Později byl jmenován historickým poradcem Dikasteria pro blahořečení a svatořečení. Před biskupským jmenováním zastával funkci převora kláštera Camaldoli v Poppi a biskupského vikáře pro zasvěcený život diecéze Arezzo-Cortona-Sansepolcro.
Dne 11. července 2023 jej papež František jmenoval biskupem Tempio-Ampurias. Biskupské svěcení přijal 16. září z rukou arcibiskupa Bernarda-Nicolase Aubertina a spolusvětiteli byli arcibiskup Gian Franco Saba a biskup Sebastiano Sanguinetti.